# Porkrullstjärna
Porkrullstjärna (Henricia pertusa) är en sjöstjärneart som först beskrevs av Otto Friedrich Müller 1776.  Porkrullstjärna ingår i släktet Henricia och familjen krullsjöstjärnor. Enligt den svenska rödlistan är arten sårbar i Sverige. Arten förekommer i Götaland. Artens livsmiljö är havet. Inga underarter finns listade i Catalogue of Life.